# Аманда Проуз
Аманда Проуз (на английски: Amanda Prowse) е плодовита английска писателка на произведения в жанра социална драма, любовен роман, романтичен трилър, детска литература и документалистика.

## Биография и творчество
Аманда Проуз е родена в Лондон, Англия. От малка е запалена читателка, особено по романтичната литература.
Омъжва се за майор Симеон Проуз, който участва в 8 оперативни обиколки, включително на Балканите, Ирак и Афганистан, а по-късно става обучаващ на войници. Имат двама сина – Джош и Бен. Десет години работи като консултант по мениджмънт, а като хоби е увлечена да създава кратки истории и бележки за евентуални книги. Започва да пише след отрастването на децата.
Първият ѝ роман „Денят на мака“ от поредицата „Няма по-голяма любов“ е издаден самостоятелно през 2011 г. Той е историята на съпруга от армията, чиято безпределна любов към съпруга ѝ ѝ дава куража да го спаси от заложници в Афганистан. Романът става бестселър и я прави известна.
Романите ѝ следват темата за обикновените жени в необикновени ситуации и изследват как реагира човешката природа, когато индивидите са изпитани до самия ръб на своите граници. Книгите ѝ, включително оглавяващите класациите заглавия № 1 „Какво направих?“, „Перфектната дъщеря“, „Жената на съпруга ми“, „Момичето в ъгъла“ и „Нещата, които знам“, са продадени в милиони копия в над 20 страни по света.
Популярна телевизионна и радио личност, Аманда се е появявала в многобройни предавания, където нейните възгледи по семейни и социални въпроси вълнуват зрителите. Гостува на национални и независими радиостанции, където става известна със своите проницателни наблюдения и хумор. Тя е голям поддръжник на библиотеките и работи неуморно за насърчаване на четенето, особено в по-неразвити райони.
Аманда Проуз живее със семейството си във ферма край Бристол.

## Произведения

### Самостоятелни романи
- The Food Of Love (2016)[1][2][3][6]
- The Idea of You (2017)
- The Art of Hiding (2017)
- How to Fall in Love Again: Kitty's Story (2018)
- The Coordinates of Loss (2018)
- The Girl in the Corner (2018)
- The Things I Know (2019)
- The Light in the Hallway (2019)
- The Day She Came Back (2020)
- An Ordinary Life (2021)
- Waiting to Begin (2021)
Очакване, изд.: ИК „Труд“, София (2023), прев. Николина Тенекеджиева
- Mr Portobello's Morning Paper (2021)
- To Love and Be Loved (2022)
- Picking up the Pieces (2023)
Ново начало, изд.: ИК „Труд“, София (2023), прев. Николина Тенекеджиева
- All Good Things (2023)
Всичко хубаво, изд.: ИК „Труд“, София (2023), прев. Николина Тенекеджиева
- Very Very Lucky (2024)
- Swimming to Lundy (2024)

### Поредица „Няма по-голяма любов“ (No Greater Love)
1. Poppy Day (2011)[1][2]
2. What Have I Done? (2013)
3. Clover's Child (2013)
4. A Little Love (2013)
5. Christmas for One (2014)
6. Will You Remember Me? (2014)
7. A Mother's Story (2015)

новели към серията
- Something Quite Beautiful (2013)
- The Game (2013)
- A Christmas Wish (2013)
- The Ten-pound Ticket (2014)
- Second Chance Cafe (2015)

### Поредица „Няма по-голяма сила“ (No Greater Strength)
1. Perfect Daughter (2015)[1][2]
2. The Christmas Cafe (2015)
3. Three-and-a-half Heartbeats (2015)
4. Another Love (2016)
5. My Husband's Wife (2016)
6. I Won't Be Home for Christmas (2016)

### Поредица „Една любов, две истории“ (One Love, Two Stories)
1. Anna (2018)[1][2]
2. Theo (2018)
3. How to Fall in Love Again: Kitty’s Story (2018)

### Участие в общи серии с други писатели

#### Поредица „Дървото на желанията“ (Wishing Tree)
1. The Wishing Tree (2022) – с други
2. I Wish... (2022)
11. A Whole Heap of Wishes (2022)
от поредицата има още 10 романа от различни автори

### Новели и разкази
- Imogen's Baby (2016)[1]
- Miss Potterton's Birthday Tea (2016)

### Сборници
- Stories from the Heart (2017)[1]
- Something Quite Beautiful: Seven short stories (2021)

### Документалистика
- The Boy Between (2020) – с Джозия Хартли[1]
- Women Like Us (2022)